# Chích đuôi trắng
Phylloscopus ogilviegranti là một loài chim trong họ Phylloscopidae.